# Luttár Miklós
Luttár Miklós (szlovénül: Mikloš Lutar) (Muraszombat, 1851. június 15. – Budapest, 1936. november 8.) magyarországi szlovén pedagógus, író, fordító, magyarosító.

## Élete
Vas vármegyében született id. Luttár Miklós nemesi származású vaskereskedő és Sztergár Erzsébet fiaként. 1863-ban került a Kelcz-Adélffy árvaházba, ahol 1870-ig tanult. 1873-ban tanítónak nevezték ki feleségével, a magyar nemzetiségű Kapocsy Amáliával a ganicsai (lendvarózsavölgyi) állami elemi iskola élére. 1891. február 15-től állandó tanárai lettek az intézménynek, s szolgálatukat 1898-ban történt áthelyezésükig ellátták.
Luttár a magyarosítás elkötelezett és buzgó híve volt, amelyet kimondottan erőltetett Ganicsa községben és környékén. Ezt a célt szolgálta, amikor 1888-ban a Muraszombat és vidéke c. helyi hetilap felhívására lefordította az egri egyházmegye által kiadott Elemi katekizmus katholikus kezdő tanulók számára c. iskolai hittankönyvet, mely eredetileg Tárkányi Béla munkája volt. A könyv négy ízben jelent meg (1888, 1891, 1892, 1894), amelyből az első, harmadik és negyedik kiadás kétnyelvű, kimondottan a magyarosítás célját szolgálja. A kiadvány megjelentetői olcsóvá is tették a könyvet, hogy könnyebben lehessen terjeszteni.
A szerző és támogatóinak reményei a szlovénok elmagyarosítására viszont nem váltak valóra, ugyanis mind szlovén, mind magyar részről erős ellenállásba ütközött a könyv megjelenése és újbóli kiadása. A budapesti Szent István Társulat nemtetszését fejezte ki amiatt, hogy hozzájárulásuk nélkül fordították le az eredeti magyar nyelvű katekizmust, amelyet nem egyházi nyomda, hanem Grünbaum Márk muraszombati nyomdája bocsátott közre. Sérelmezték azt is, hogy vallási tárgyakban járatlan, laikus személy végezte a fordítást, továbbá engedély nélkül vették át az eredeti magyar nyelvű művet, amit összekapcsoltak a vend változattal.
A könyvet megvizsgálta Ratkovics Vendel vízlendvai plébános és vendvidéki tanfelügyelő is, aki lesújtó véleménnyel szolgált a Luttár-féle katekizmusról. A szöveg telis-tele volt ugyanis nyelvtani hibákkal, félrefordításokkal és zavaros tartalommal. Luttár, csakhogy a magyarosítás céljának eleget tegyen olyan jellegű szószerinti fordítást végzett, amelynek során a vend nyelv szabályait figyelmen kívül hagyva követte a magyar nyelvtani sajátosságokat. Ahol nehézségekbe ütközött, ott egyszerűen kihagyott olykor egész mondatokat, ezzel viszont a tartalmi elvárásokon vétett, áthágva a katolikus egyház tanítását is. Maga Luttár írja az előszóban, hogy szándékosan járt el így, azonban ez könyve nyelvezetét érthetetlenné és zavarttá tette a szlovén olvasók számára, így magyar nyelvű tanításra szolgáló eszközként sem jöhetett szóba használata.
Ratkovics próbált ugyan javítani a szövegen, ám így sem volt biztos abban, hogy helyrehozta és érthetővé tette a könyvet. Ráadásul instrukcióit Luttár továbbra is figyelmen kívül hagyta, így a későbbi kiadások semmiben sem változtak. Emiatt a könyv nem is volt kelendő, sőt Ratkovics és utódja Szalay István továbbra sem javasolták használatát. A vendvidéki katolikus papok és hívek inkább a Borovnyák József-féle katekizmust vagy a régiesebb nyelvezetű Küzmics Miklós-féle katekizmust olvasták, illetve tanítottak belőle.
Luttár Miklós és felesége 1898. január 9-én kerültek át Fiuméba (ma Rijeka, Horvátország), ahol Luttár iskolaigazgató lett a helyi magyar nyelvű iskolában. Tisztségét az első világháború végéig ellátta. 1903. december 21-én ünnepelte 30 éves tanítói jubileumát.
1914-ben kérelmezte a kormánynál, hogy engedélyezzék az általa összeállított magyar-vend és vend-magyar szótár kiadását. A kéziratot Asbóth Oszkár szlavista vizsgálta, aki ebben a műben is komoly hiányosságokat, illetőleg hibákat fedezett fel. Javasolta ennek megfelelően a szöveg kijavíttatását Pável Ágostonnal, továbbá a kapcsolatfelvételt anyanyelvi beszélőkkel. A háború kitörése azonban nem tette lehetővé ezt.
A háború után Magyarországra ment és a fővárosban telepedett le. A tanácsköztársaság és a vörösterror idején meggyilkolták vejét, Herczeg Géza banktisztviselőt. Árván maradt unokái megsegítésére gyűjtést szervezett.
Hosszantartó, súlyos betegség következtében hunyt el. Temetésére a rákoskeresztúri Új köztemetőben került sor.

## Művei
- Máli katekizmus za katholicsánszke soule posztávleno od Luttar Miklos vucsitela v Gancsani. 1888. Stampano z-piszkmi Grünbaum Márka, v-Szoboti.
- Máli katekizmus za katholicsánszke soule. V-Szoboti. Stampano z-piszkmi Grünbaum Márka. 1891.
- Máli katekizmus za katholicsánszke soule. Trétye vödánye. Posztávleno od Luttár Miklos vucsitela v-Gancsani. 1892. Stampano z-piszkmi Grünbaum Marka, v Szoboti.
- Máli katekizmus za katholicsánszke soule. Strto vödánye. Posztávleno od Luttár Miklos vucsitela v-Gancsani. 1894. Stampano z-piszkmi Grünbaum Márka, v Szoboti.